# Танский, Тадеуш
Тадеуш Танский (пол. Tadeusz Tański 11 марта 1892, Янув-Подляски — 23 марта 1941, концлагерь Аушвиц-Биркенау) — польский автомобильный конструктор, изобретатель, инженер-механик. Сын польского художника и конструктора Чеслава Танского .

## Биография
Перед началом Первой мировой войны переехал в Париж, где учился машиностроению и специализировался на авиадвигателях в Высшей школе электричества. Во время войны спроектировал и построил ряд двигателей для различных военных самолетов, а также широко изучал бронемашины в компании Л. Бордонf. Позже также работал инженером компании «Armstrong Whitworth».

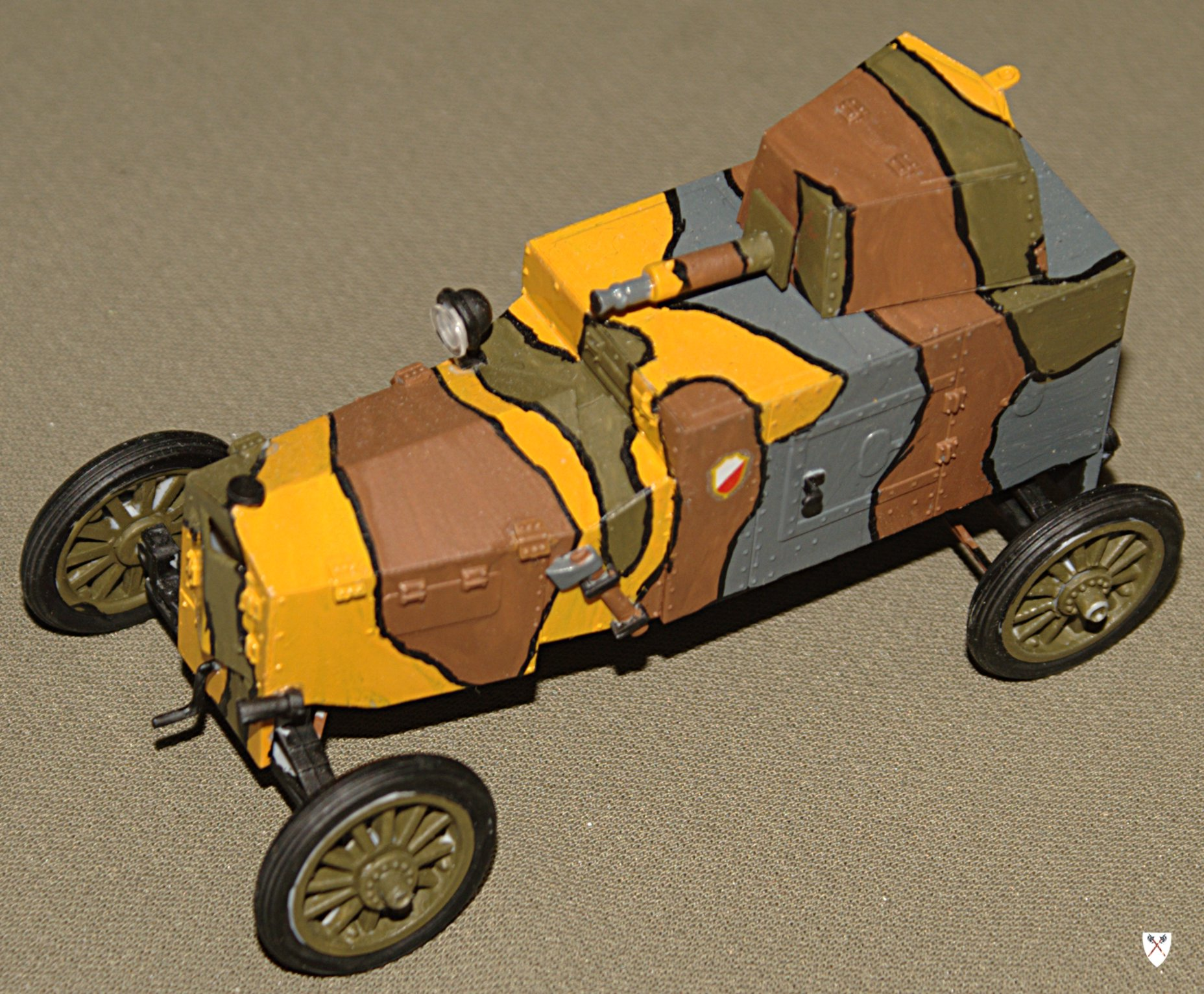
Бронеавтомобиль Ford FT-B (модель) конструкции Танского

В 1919 вернулся в Польшу и начал работать в Министерстве военных дел в Автомобильной секции. Во время советско-польской войны, в 1920 году построил первый польский броневик Ford FT-B, основанный на шасси знаменитого Ford-T. Было построено 16 машин этого типа.
После войны остался среди инженеров, работавших в польской промышленности вооружения, особенно компании «Centralne Warsztaty Samochodowe», куда его пригласил Казимеж Мегер. Там в 1922 году разрабатывал, а позже руководил производством CWS T-1, первого польского серийного автомобиля. Задержки, вызванные военным министерством, привели к тому, что автомобиль не был допущен к производству до 1928 года, а к 1931 году было произведено около 800 единиц, которые были закуплены в основном армией и администрацией (первый был приобретен президентом Игнацием Мосцицким). К концу тридцатых годов он оставался одним из самых известных польских конструкторов и проектировщиком многочисленных автомобилей, грузовиков и артиллерийских тягачей.
На протяжении двадцати лет ему было трудно найти работу, причиной тому был его эксцентричный характер и упрямство. В основном он жил за счет краткосрочных контрактов и выигрышей в конкурсах на разработку инженерных сооружений. Например, он участвовал в конкурсе двухцилиндровых двигателей рабочим объемом 750 см³ с воздушным охлаждением для привода генератора полевой радиостанции. Многие автомобильные компании со всего мира приняли участие в конкурсе, в том числе «Douglas». Танский разработал двигатель с одним типом болтов и гаек. Он завершил его за 24 часа до крайнего срока подачи заявок. Победа присуждалась тому, чей двигатель прослужит дольше всего с момента включения. Двигатель «Douglas» остановился через 400 часов, двигатель Танского остановился через 1000 часов.
Для жены он разработал устройство для автоматической обработки фотографий, а для друга усовершенствовал самолет, на котором позже научился управлять сам.
После польской оборонной войны 1939 и начала Второй мировой войны остался в оккупированной Германией Польши. 3 июля 1940 в разгар АБ-акции был арестован немцами и отправлен в концентрационный лагерь «Аушвиц». В лагере немцы сделали ему предложение о сотрудничестве, но Танский наотрез отказался. 23 марта 1941 года он был убит.

## Память
Его именем названы комплексы техникумов и автошкол в Познани, Новы-Сонче, Слубице, Слупске и Старгарде.